# Paul Fréart de Chantelou
Paul Fréart de Chantelou (Le Mans, 25 marzo 1609 – Parigi, 10 marzo 1694) è stato un collezionista d'arte e ingegnere militare francese.
Frequentò e sostenne alcuni degli artisti maggiori del suo tempo, in particolare Nicolas Poussin e Gian Lorenzo Bernini. Era fratello di Roland Fréart de Chambray.

## Chantelou e Poussin

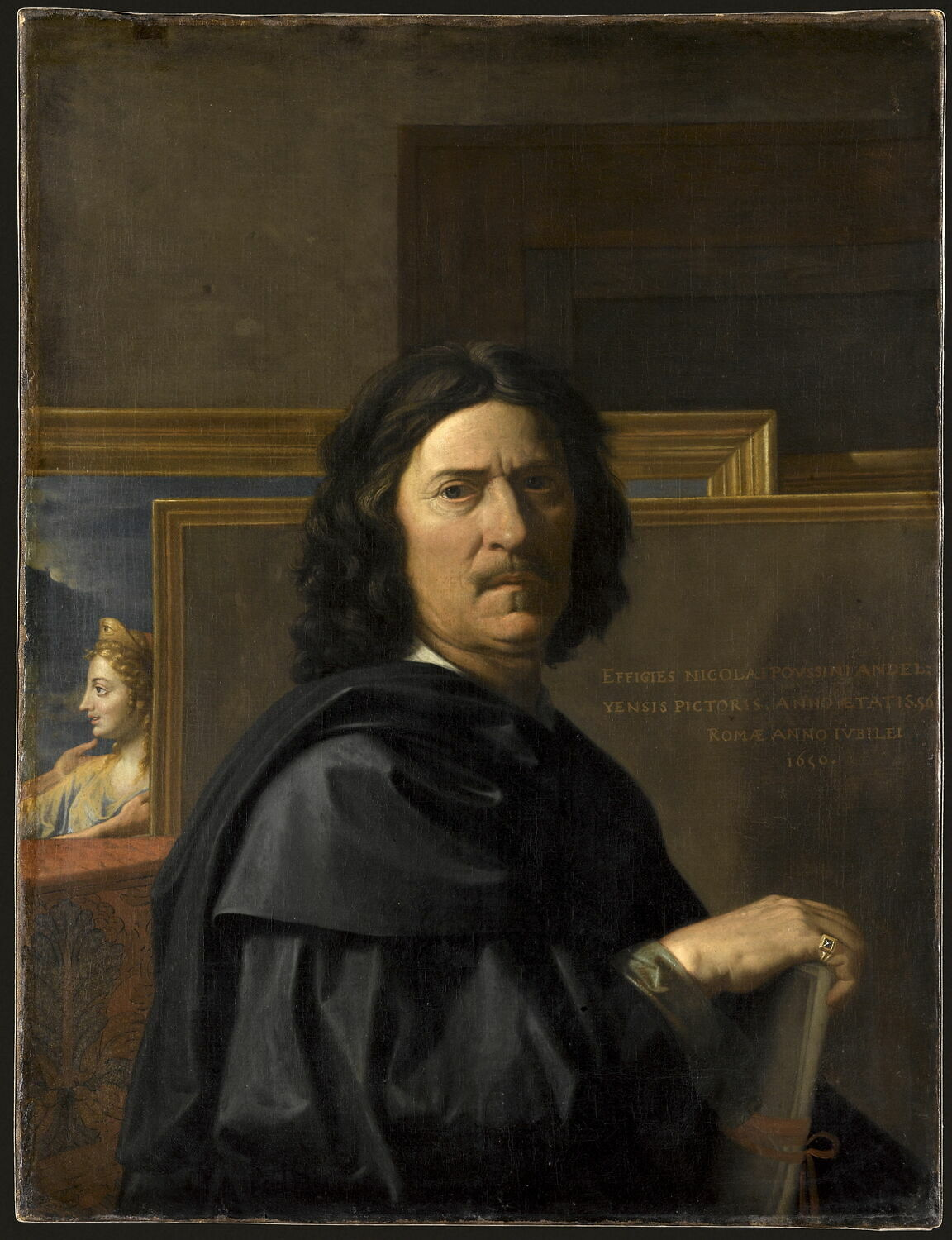
Poussin, autoritratto (1650)

Il ritorno di Poussin a Parigi nel 1640 sarebbe stato certo fallimentare, se egli non si fosse legato ad una prestigiosa clientela di amatori parigini, tra i quali Chantelou fu uno dei più influenti.
I due intrattennero una lunga corrispondenza che costituisce ancor oggi una fonte ricca di dettagli sulla vita dell'artista e sulle sue concezioni di allora.
Tra le commesse che Chantelou fece a Poussin dal suo ritorno a Parigi sono di particolare rilievo la serie dei Sette sacramenti (1644-1648), appartenente alla collezione del duca di Sutherland e attualmente in deposito alla National Gallery di Edimburgo, e il celebre Autoritratto del pittore (1650) conservato al museo del Louvre.

## Chantelou e Bernini
Nel 1665 Luigi XIV fece chiamare Bernini a Parigi, tramite il suo ministro Colbert, nel quadro del progetto di ristrutturazione del Louvre. Il re indicò Chantelou per accogliere e accompagnare l'artista italiano durante il suo soggiorno parigino. Da questo incontro nacque un diario molto preciso, che Chantelou redasse quasi giornalmente, dall'arrivo di Bernini a Parigi all'inizio di giugno, fino alla sua partenza cinque mesi dopo.
Inizialmente destinato al fratello di Chantelou, che abitava in provincia e non aveva potuto assistere a questo incontro, questo diario è divenuto un documento di primo piano, dal punto di vista sia artistico che storico. Ci fornisce infatti informazioni non solo sulla personalità dell'artista e sulla sua idea di arte, ma anche sulla vita quotidiana della corte; questo confronto tra il re di Francia e l'artista italiano più famoso del suo tempo rivela così anche un aspetto politico.